# Loretánská kaple v Týnci u Klatov
Loretánská kaple v Týnci u Klatov se nachází v centru osady Loreta, místní části obce Týnec, při silnici procházející ve směru na Klatovy, dva kilometry severovýchodně od Týnce. Je chráněna jako nemovitá Kulturní památka České republiky.

## Historie

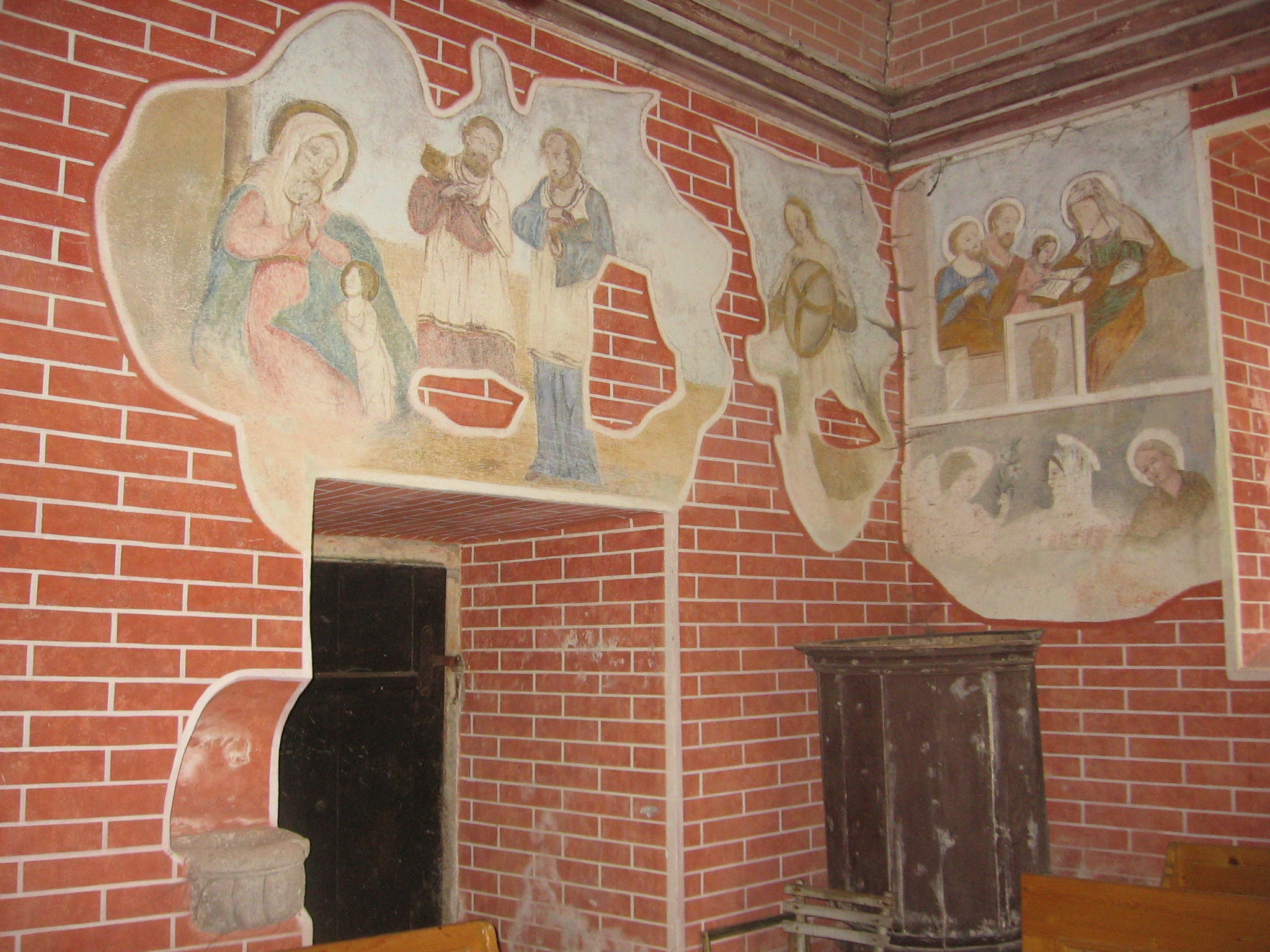
Interiér kaple

Loretánská kaple byla založena roku 1711 Barborou Krakowskou z Kolowrat. Již roku 1783 se prakticky rozpadla, obnovena byla rodem Kolowratů a Vrbnů roku 1831.
Jedná se o obdélnou stavbu orientovanou kolmo k cestě, se sanktusníkem umístěným ve středu střechy. Její vnější rozměry jsou 12,58 x 7,37 metru.
Původní vnitřní výzdoba kaple byla prostá. Nečleněné plochy obvodových stěn byly orámovány soklem a horizontálním pásem pod silně vyloženou římsou, které spojovaly lysény na nárožích. V této ploše pak vynikaly otvory čelního okna a čtveřice bočních vstupů. Z výzdoby se dochovaly na východní straně kaple obraz Panny Marie Loretánské a v podřímsovém pásu malovaný alianční znak Kolowratů a Vrbnů, obnovitelů kaple.
V 90. letech 20. století byla Santa Casa zrekonstruována, restaurovány byly i fresky v interiéru kaple. Kaple je nepřístupná.